# Carna (ботнет)
Carna — ботнет размером 420 тысяч устройств, созданный анонимным специалистом по компьютерной безопасности с целью сбора статистики по ip-адресам всей сети Интернет. Был активен с июня по октябрь 2012 года, состоял в основном из различных бытовых роутеров. По результатам работы ботнета был создан «Internet Census of 2012» (перепись Интернета 2012), доступная для просмотра и скачивания.
Некоторыми специалистами исследование сети с помощью ботнета считается неэтичным.

## Сбор данных
Сбор данных происходил путём заражения незащищенных устройств, подключенных к Интернету и использующих пароль по умолчанию либо пустой пароль. Программа, которой заражались устройства, была названа Cardea, в честь древнеримской богини Кардеи. Более половины взломанных устройств были расположены в Китае.
В течение нескольких месяцев происходил сбор данных. Каждое устройство опрашивало порядка 10 ip-адресов в секунду, чтобы не создавать избыточной нагрузки.
Результаты сканирования были оформлены в нескольких форматах. Например, была создана gif-анимация, демонстрирующая доступность компьютеров, подключенных к сети Интернет, в зависимости от времени суток. Сканирование велось лишь по адресам IPv4, но не по адресам IPv6.
По мнению создателя ботнета Carna, 2012 год мог быть последним годом, в который удалось создать полную карту Интернета с использованием ipv4 протокола. В последующие годы все большая часть пользователей сети будет переходить на ipv6, более сложный для сканирования.
При заражении на устройство загружался файл README, описывающий проект и задачи, решаемые ботнетом.

## Результаты
Из 4.3 млрд возможных адресов IPv4, ботнет Carna обнаружил использование 1.3 млрд, включая 141 млн за брандмауэрами и 729 млн адресов, имевшие обратную запись DNS (PTR). Оставшиеся 2.3 млрд адресов, вероятно, не использовались.
Для сравнения, в сходной работе 2006 года, выполненной USDHS — LANDER — было обнаружено 187 млн интернет-хостов.

## Статистика по доменам
Среди других видов статистики, с помощью Carna было получено распределение ip-адресов по доменам верхнего уровня (только для адресов, имевших PTR запись в DNS). Результаты за май-октябрь 2012 года. Двадцать самых крупных TLD:
| Количество адресов | TLD  |
| ------------------ | ---- |
| 374,670,873        | .net |
| 199,029,228        | .com |
| 75,612,578         | .jp  |
| 28,059,515         | .it  |
| 28,026,059         | .br  |
| 21,415,524         | .de  |
| 20,552,228         | .cn  |
| 17,450,093         | .fr  |
| 17,363,363         | .au  |
| 17,296,801         | .ru  |
| 16,910,153         | .mx  |
| 14,416,783         | .pl  |
| 14,409,280         | .nl  |
| 13,702,339         | .edu |
| 11,915,681         | .ar  |
| 9,157,824          | .ca  |
| 8,937,159          | .uk  |
| 7,452,888          | .se  |
| 7,243,480          | .tr  |
| 6,878,625          | .in  |